# Naican Escobar
Naican Escobar (Cruz Alta, Rio Grande do Sul, 30 de maio de 2000), é um cineasta, produtor cinematográfico, roteirista e escritor brasileiro, utiliza a arte para conversar sobre depressão e suas consequências. É Premiado internacionalmente como Personalidade do ano no Museu do Louvre em Paris no ano de 2022. É diretor de Cinema da N & M Produções e do projeto Aurora filmes do Rio de Janeiro que realiza filmes com atores e atrizes de todo país. Lançou seu primeiro livro Um olhar a saúde mental, escrito e lançado no ano de 2018 e em seguida o Encontrar em si, a Bravura de ser imperfeito e o Recomeço de Elisa Amyr adaptado ao Cinema onde atuou como Co-diretor do Diretor Marcos Kligman fato que o fez dar entrevistas para diversos veículos de comunicação, com destaque em sites como Uol e R7.

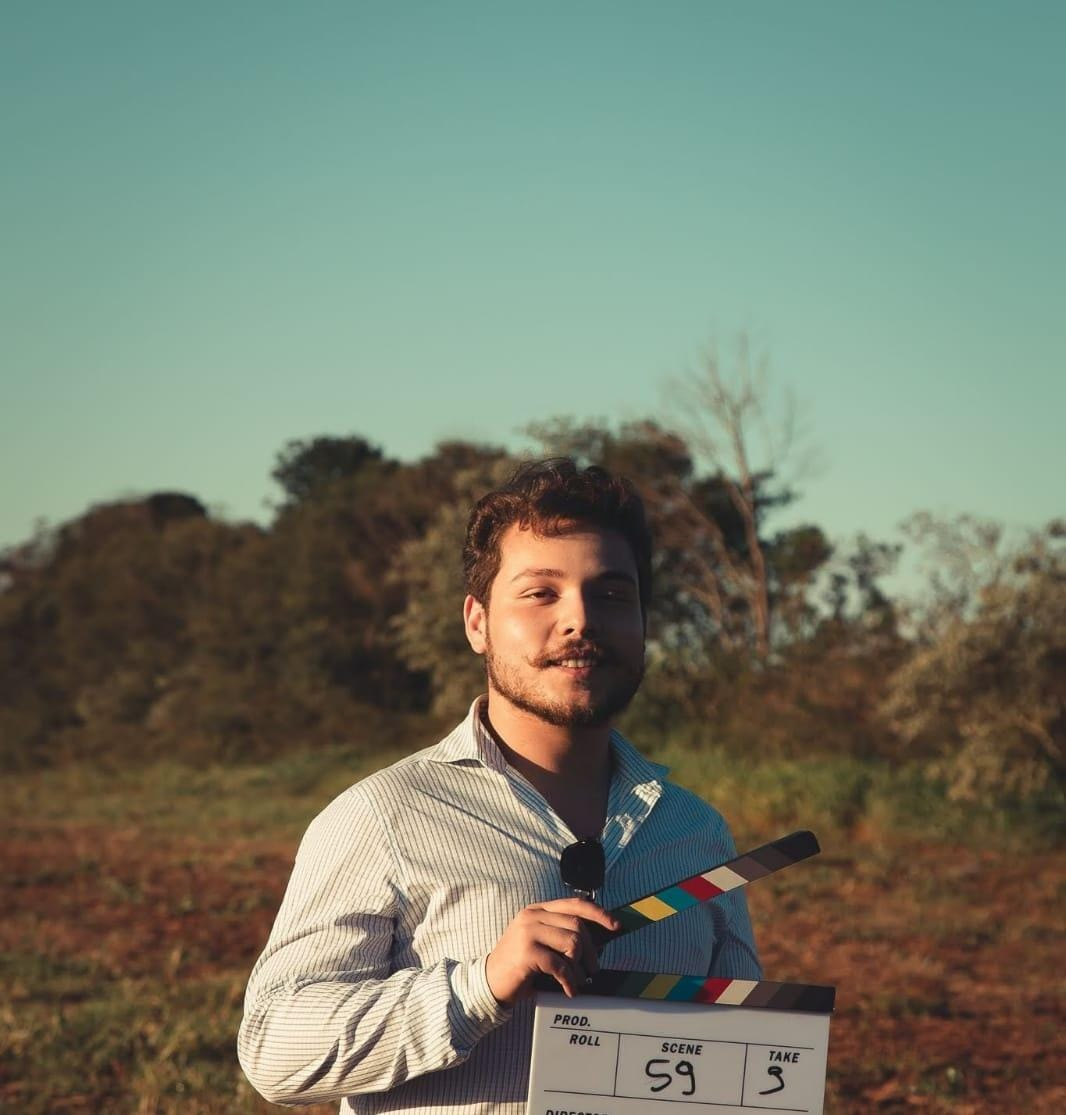
Escritor e Cineasta Naican Escobar no Set do filme o Recomeço de Elisa Amyr

## Filmografia

### Média-metragem
- 2018 - Vídas abandonadas

### Longa-metragens
- 2018 - Boatos e letras
- 2019 - João e lucia
- 2019 - Lápis branco(Roteiro)
- 2020 - Quem esta ai? (Roteiro)
- 2021 - O Recomeço de Elisa Amyr